# Gebouw voor Christelijke Belangen (Hoogzand van Oostermeer)

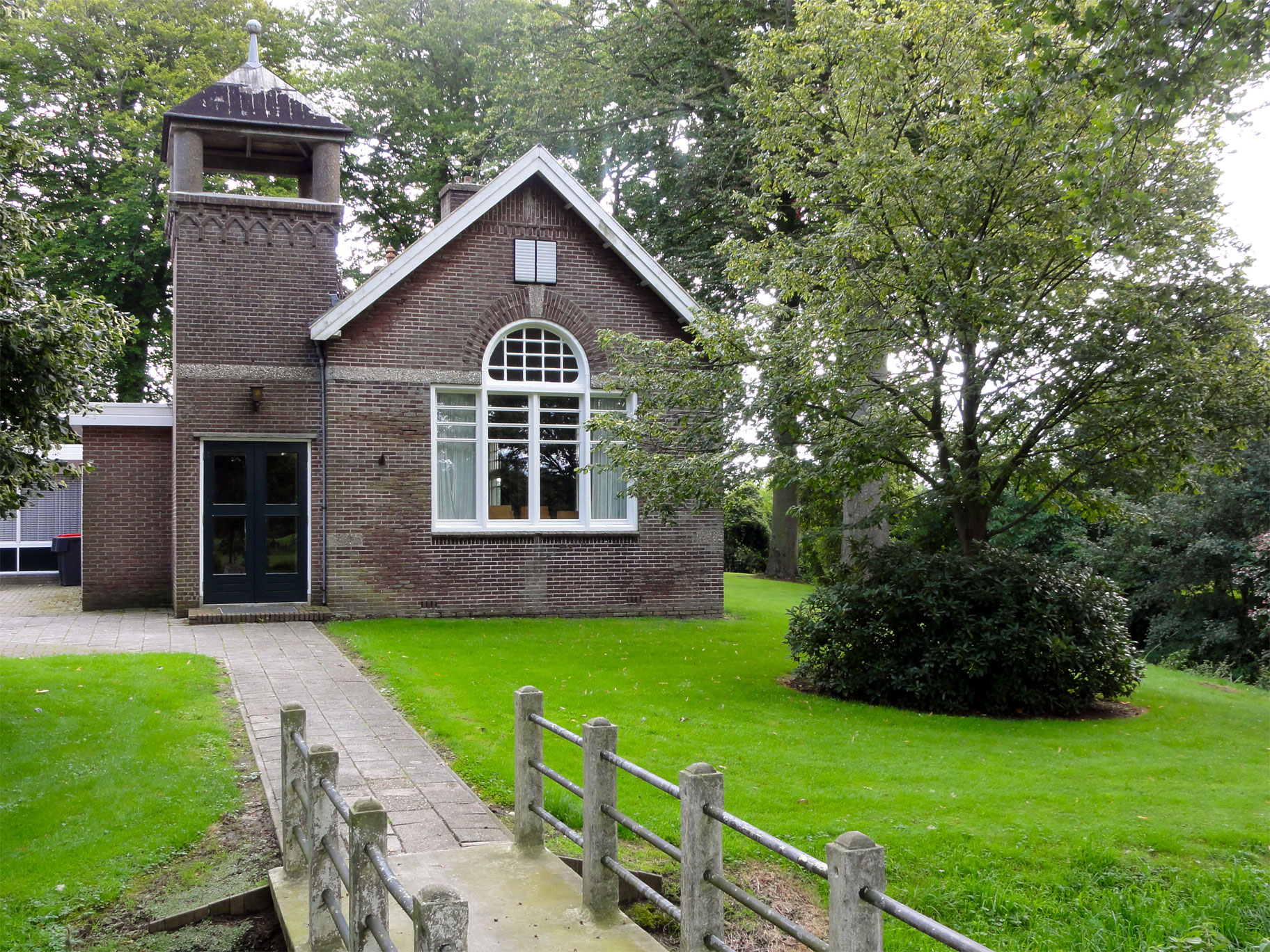
Het verenigingsgebouw voor Christelijke Belangen aan de Torenlaan 12 in het Hoogzand van Oostermeer

Het gebouw voor Christelijke Belangen is een in 1924 gebouwd verenigingsgebouw naast de hervormde kerk in Hoogzand in de Nederlandse provincie Friesland.

## Geschiedenis
Het gebouw voor Christelijke Belangen werd in 1924 gebouwd aan de Torenlaan in het Hoogzand, naast de in 1868 gebouwde nieuwe kerk van Hoogzand. Het gebouw draagt diverse kenmerken van de bouwstijlen die gebruikt werden in het interbellum. Het verenigingsgebouw is in een sobere stijl vormgegeven. Een kenmerkend element is de toren, met de ingang aan de zijkant van het gebouw. Zowel onder het tentdak van de toren als in de voorgevel is gebruikgemaakt van decoratieve versieringen in het metselwerk. Het gebouw is in latere jaren aan de achterzijde uitgebreid. Het gebouw is erkend als rijksmonument, evenals de naastgelegen kerk en de tegenovergelegen pastorie. Naar het oordeel van de Rijksdienst voor het Cultureel Erfgoed bezit het gebouw een zeer hoge cultuurhistorische waarde.